# 东屯镇
东屯镇，是中华人民共和国河南省新乡市延津县下辖的一个乡镇级行政单位。

## 行政区划
东屯镇下辖以下地区：
东屯村、水花堡村、汲津铺村、常堡村、东崔村、西崔村、西吴村、东吴村、刘庄村、东张士屯村、西张士屯村、前庄里村、后庄里村、西屯村、董庄村、大王庄村、胡庄村、郝光屯村、小王庄村、小屯村、大屯村和赵景庄村。